# Yu Gil-jun
Yu Gil-jun (* 24. Oktober 1856 in Seoul, früheres Korea, heutiges Südkorea; † 30. September 1914 in Seoul, Chōsen) war ein koreanischer Politiker während der Joseon-Dynastie und Unabhängigkeits- und Reformaktivist während der japanischen Herrschaft. Seine Pseudonyme waren Gudang (구당, 矩堂) und Chonmin (천민, 天民).